# تساغکاوانک
تساغکاوانک (به ارمنی: Ծաղկավանք) یک منطقهٔ مسکونی در جمهوری آرتساخ است که در استان هادروت واقع شده‌است.